# Falconbrook

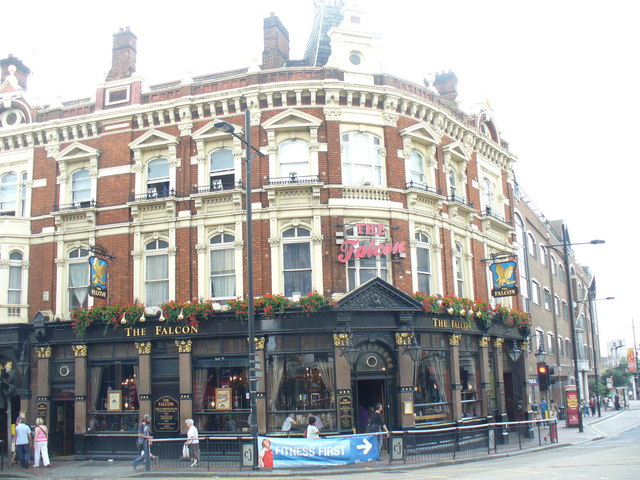
Das Pub The Falcon. Historisches Pub an der Ecke von St John’s Hill
und Falcon Road früher direkt am Ufer des Falconbrook gelegen

Der Falconbrook (auch Falcon Brook geschrieben) ist ein Wasserlauf in Greater London. Einer seiner Quellflüsse entsteht am Streatham Hill im London Borough of Lambeth und war als Hydeburn bekannt, der andere Quellfluss als Woodbourne oder Streatbourne bekannt, entsteht am Tooting Bec Common im London Borough of Wandsworth. Beide Wasserläufe vereinigen sich am Wandsworth Common. Nach den Herren des Battersea Manor den St Johns, deren Wappen einen Falken (englisch Falcon) zeigt, wurde der Wasserlauf als Falconbrook bezeichnet.
Der Falcon Brook mündet in Battersea in die Themse. Unterlauf war als Battersea Creek bekannt und diente als Anleger für eine in der York Road gelegene Kerzenfabrik. Der Oberlauf des Falconbrook wurde in den 1860er Jahren unter die Oberfläche verlegt. Der Unterlauf des Battersea Creek wurde im späten 20. Jahrhundert verschlossen. Die Falconbrook Pumping Station in der York Road befördert das Wasser in die Themse. 2007 kam es zu einer Überflutung der Falcon Road nahe dem Bahnhof Clapham Junction für die der Falconbrook verantwortlich war.